# National Team Chess Championship
National Team Chess Championship – drużynowe rozgrywki szachowe w Indiach, organizowane przez All India Chess Federation.

## Charakterystyka
Rozgrywki odbywają się od 1947 roku, jednak przez pierwsze 50 lat były organizowane nieregularnie; odbyło się w tym okresie 20 edycji. Liga jest rozgrywana systemem szwajcarskim. Do 2016 roku drużyny liczyły czterech szachistów, następnie wprowadzono piątego zawodnika. Cechą charakterystyczną jest znaczna liczba uczestniczących drużyn; w 2012 roku w rozgrywkach rywalizowało ponad 50 zespołów.

## Zwycięzcy (od 1998)
Źródło: OlimpBase

- 1998: Petroleum SCB
- 1999: Petroleum SCB
- 2000: Petroleum SCB
- 2001: Petroleum SCB
- 2002: Petroleum SCB
- 2003: Petroleum SPB
- 2004: Air India
- 2007: Petroleum SPB
- 2010: Air India
- 2011: Petroleum SPB
- 2012: Petroleum SPB
- 2013: Petroleum SPB
- 2014: Petroleum SPB
- 2015: Petroleum SPB
- 2016: Railway SPB A
- 2017: Railway SPB A[4]
- 2018: Petroleum SPB[5]
- 2019: Petroleum SPB[6]
- 2020: Petroleum SPB[7]
- 2022: Airports Authority of India[8]
- 2023: Airports Authority of India[9]
- 2023/2024: Railway SPB A[10]
- 2025: Railway SPB B[11]